# Revolver typu 26
Revolver typu 26  vznikl z amerických revolverů dovezených v období Meidži. Byl používán v první čínsko-japonské válce, první světové válce a dalších konfliktech. V několika vylepšeních se používal až do konce druhé světové války. Po válce bylo Japonsko odzbrojeno a tento revolver byl používán v asijských regionálních konfliktech, zejména v Číně.
Též vzor 1893 podle evropského letopočtu. Revolver s děleným rámem ráže 9 mm, který má pouze spoušťové napínání bicího mechanizmu. Hromadné vyhazování nábojnic po sklopení hlavně dolů.